# Missió de les Nacions Unides a Etiòpia i a Eritrea
La Missió de les Nacions Unides a Etiòpia i a Eritrea (UNMEE) és una missió de pau de les Nacions Unides mitjançant la Resolució 1312 del 31 de juliol de 2000. per supervisar l'alto el foc en la guerra fronterera entre Eritrea i Etiòpia signat en els acords d'Alger de 2000. Les primeres tropes militars holandeses i canadenques (batalló 'NECBAT') va arribar i va establir bases a la regió el desembre de 2000.

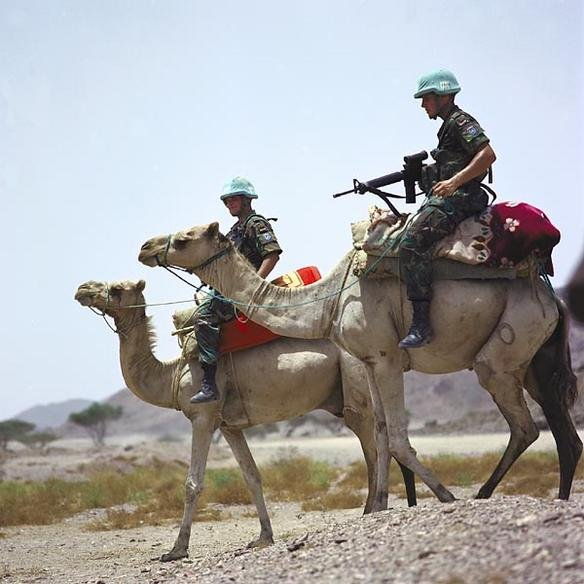
Tropes neerlandeses a Eritrea

La missió va ser abandonada formalment per la Resolució 1827 de juliol de 2008. després d'haver experimentat greus dificultats per sostenir les seves tropes a causa de la suspensió de combustible i després de la deguda consideració de les opcions restants.

## Història
El 31 de juliol de 2000, el Consell de Seguretat va adoptar Resolució 1312 i va establir la UNMEE. La missió es va posar en marxa per tal de desmarcar formalment la frontera entre Eritrea i Etiòpia. La frontera seguia la ruta declarada per una comissió internacional a la Haia, però Etiòpia es va negar a acceptar la sentència, tot i que inicialment va acceptar l'arbitratge vinculant.

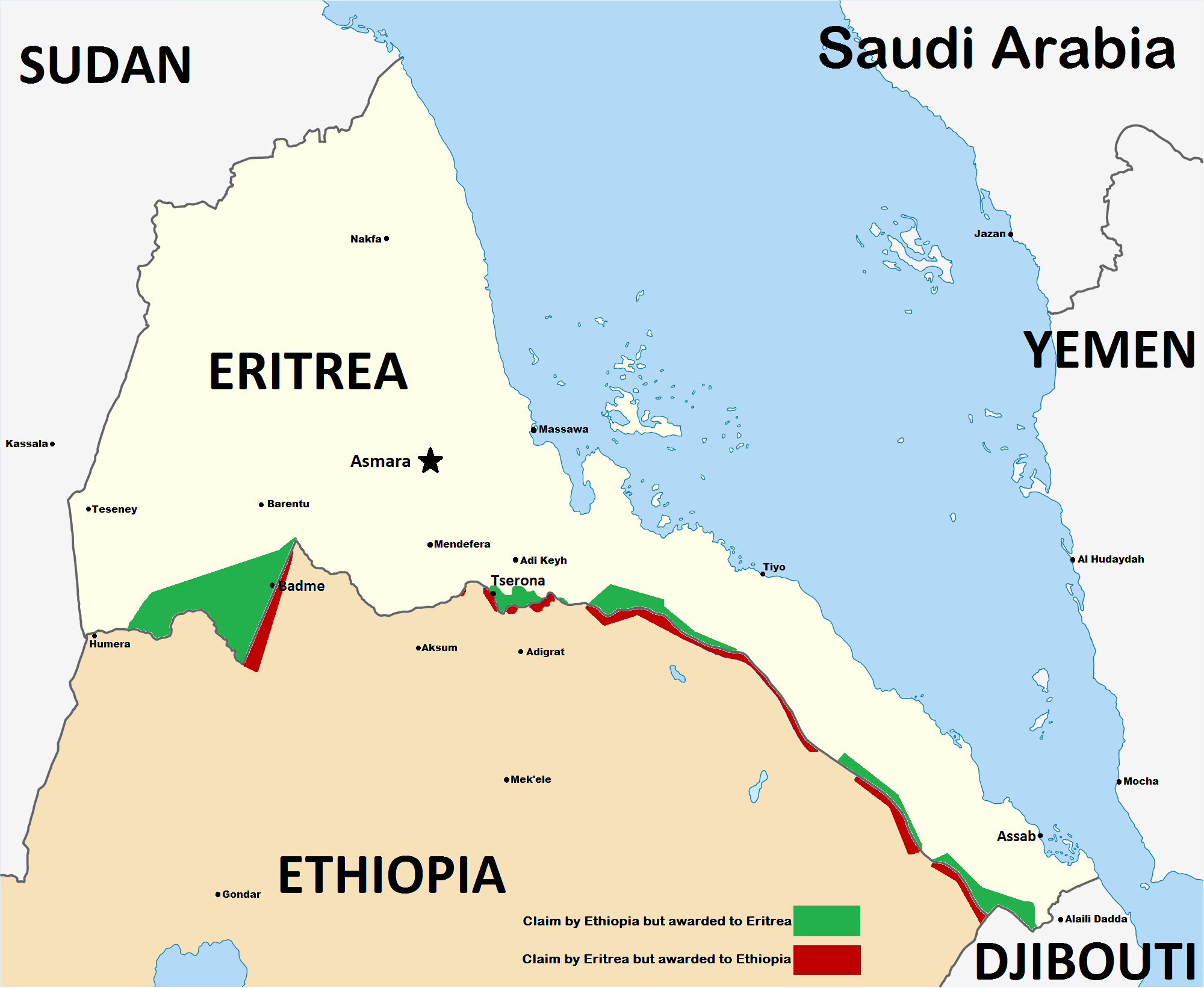
Mapa de la zona disputada entre Eritrea i Etiòpia

La missió mantenia la seu a Asmara (Eritrea) i Addis Ababa (Etiòpia), i comptava amb 1.676 militars, enmig de tensions elevades entre els dos països. Prop de 1.500 d'aquests pacificadors eren de l'exèrcit indi. A més, hi havia uns 147 civils internacionals, 202 civils locals i 67 Voluntaris de les Nacions Unides. La seva àrea de responsabilitat era una zona d'amortiment de 25 quilòmetres (15 milles) d'ample a la part eritrea de la frontera entre Etiòpia i Eritrea. S'hi han registrat 20 morts: 13 militars, 3 funcionaris civils internacionals i 4 civils locals.
La frontera entre Etiòpia i Eritrea s'ha mantingut tancada i milers de persones viuen en camps de refugiats, mentre que potser hi ha un milió de persones desplaçades. A l'octubre de 2005, el govern d'Eritrea va restringir els vols d'helicòpter de la UNMEE a la frontera i va exigir la reducció de la força de la UNMEE a 300 funcionaris. Eritrea també restringia el moviment de patrulles terrestres dins de la zona d'amortiment. La Resolució 1640 novembre de 2005 va amenaçar amb sancions a ambdues parts si no hi havia resolució.
El setembre de 2007, l'Enviat Especial de les Nacions Unides a la Banya d'Àfrica, Kjell Magne Bondevik va advertir que es podria reprendre la guerra entre Etiòpia i Eritrea pel seu conflicte fronterer. Al novembre, Eritrea va acceptar la línia fronterera demarcada per la comissió internacional de fronteres, que va ser rebutjada per Etiòpia. El gener de 2008, l'ONU va estendre el mandat de les forces de manteniment de la pau a la frontera entre Etiòpia i Eritrea durant sis mesos i el Consell de Seguretat de l'ONU va exigir que aixequés les restriccions de combustible a Eritrea imposades a les forces de manteniment de la pau de l'ONU a la zona fronterera d'Eritrea i Etiòpia. Eritrea va declinar, dient que les tropes havien d'abandonar la frontera, i al febrer, l'ONU va començar a treure la força de pacificador de 1.700 tropes a causa de la manca d'abastament de combustible després de les restriccions del govern d'Eritrea. A l'abril, el secretari general de l'ONU, Ban Ki-moon, va advertir sobre la probabilitat d'una nova guerra entre Etiòpia i Eritrea si es retira per complet la missió de manteniment de la pau i es descriuen les opcions per al futur de la missió de l'ONU a ambdós països. Al maig, Eritrea va demanar a l'ONU que finalitzés la missió de manteniment de la pau.
La missió es va acabar amb efectes a partir del 31 de juliol de 2008 amb una resolució del Consell de Seguretat Social adoptada el 30 de juliol de 2008. Els pacificadors havien estat expulsats de la zona fronterera per Eritrea abans de febrer de 2008, i Etiòpia s'havia negat a acceptar una resolució del Tribunal Internacional de Justícia sobre la qüestió de la frontera. Hi ha temors que això pugui establir un precedent per demostrar que un país pot forçar a marxar els Cascs Blaus de l'ONU. Els analistes també temen que sorgeixi una nova guerra entre Etiòpia i Eritrea per la disputa fronterera.

## Forces
La força de tropes de la UNMEE al final de la missió, el 31 de gener de 2007, era de 2.050 soldats o 221 observadors militars (inclosos dos oficials alemanys), 194 nacionals i 149 civils internacionals i 46 voluntaris de l'ONU. A la UNMEE, van morir 13 militars i set civils de la missió. El cap de la missió fou el general jordà Mohammad Taisir Masadeh. El 9 de setembre de 2000 fou nomenat Representant Especial del Secretari General el polític de Botswana Joseph Legwaila, qui va ocupar el càrrec fins a juliol de 2006, quan fou substituït pel polític de Tunísia Azouz Ennifar.
.